# Mollia cuneata
Mollia cuneata är en malvaväxtart som beskrevs av Charles Baehni. Mollia cuneata ingår i släktet Mollia och familjen malvaväxter. Inga underarter finns listade i Catalogue of Life.